# チャンチキおけさ
「チャンチキおけさ」は、1957年6月15日に発売された三波春夫のシングル。

## 概要
浪曲師・南条文若として活動し、歌謡界にデビューするために改名した三波春夫のデビュー盤「メノコ船頭さん」と同時発売となった2枚目のシングルである。「メノコ船頭さん」は当時テイチクで新人歌手の売り出し時に出された小型盤で発売されたが、こちらは通常のレコードで発売された。
レコード発売前の1957年5月半ばには、文化放送でこの曲が流された。
220万枚を売り上げる大ヒットとなった。歌詞は、故郷を恋しむ思いに満ちた歌詞が当時、集団就職で都会に出ていた若者の郷愁を誘うものであった。
NHK紅白歌合戦では、発売から23年もの月日が経った1980年の「第31回NHK紅白歌合戦」で初めて歌唱され（対戦相手は同じく自身の代表曲「三百六十五歩のマーチ」を初めて歌唱した水前寺清子であり、初歌唱対決だった）、1982年の「第33回NHK紅白歌合戦」でも歌唱された。
翌1958年7月6日には、本楽曲を題材にした同名の映画が公開され、三波も出演した。
三波の出身地である新潟県長岡市には、三波の銅像、三波本人の直筆による句碑とともに、本楽曲の歌碑が建立されている。
東京都中野区江古田にあった三波邸（現在はマンション）前の通りは、地元住民から本楽曲にちなんで「ちゃんちき通り」、自宅は「おけさ御殿」、「ちゃんちき屋敷」と呼ばれ親しまれた。

## 収録曲
1. チャンチキおけさ
  - 作詞:門井八郎、作曲:長津義司
2. 船方さんよ
  - 作詞:門井八郎、作曲:春川一夫

## カバー
チャンチキおけさ
- 島津亜矢（2003年発売のカバーアルバム『亜矢・三波春夫を唄う』収録）
- 氷川きよし（2003年発売のカバーアルバム『氷川きよし・演歌名曲コレクション3〜白雲の城〜』収録）
- 山口ひろみ（2007年発売のセイちゃん・ミーちゃん、デュエット企画シングル「いい女といい男…」C/W収録）
- Temiyan（2012年発売のカバーアルバム『昭和アンソロジー』収録）
- 清水博正（2016年発売のアルバム『ファンが選んだ魂の歌』収録）
- 福田こうへい（2017年発売のカバーアルバム『魂(こころ) 昭和の歌人たちを追いかけて…』収録）

船方さんよ
- 氷川きよし（2002年発売のアルバム『氷川きよし・演歌名曲コレクション2〜きよしのズンドコ節〜』収録）
- 島津亜矢（2003年発売のカバーアルバム『亜矢・三波春夫を唄う』収録）
- 福田こうへい（2013年発売のアルバム『響～南部蝉しぐれ～』収録）
- 三山ひろし（2016年発売のアルバム『歌い継ぐ!昭和の流行歌 VII』収録）
- 川中美幸（2017年発売のアルバム『美幸のおとこ唄』収録）

## 映画
本曲をモデルとした歌謡映画は1958年に日活系で公開。白黒。上映時間は47分で、いわゆる「SP映画」の一つである。三波は東京のヤクザを思わせながら、実は麻薬専門刑事役で出演した。

### スタッフ
- 監督 - 小杉勇
- 脚本 - 池田一朗、小川英
- 企画 - 柳川武夫
- 撮影 - 柿田勇
- 美術 - 柳生一夫
- 音楽 - 小杉太一郎
- 録音 - 宮永晋
- 照明 - 吉田一夫

### 出演者
- 田所源一（長男） - 長尾敏之助
- 田所太平（次男） - 二谷英明
- 田所三郎（三男） - 沢本忠雄
- 田所ふさ（源一の母） - 紅沢葉子
- 田所春江（源一の妻） - 佐久間玲子
- 東野千枝 - 香月美奈子
- 東野栄造（千枝の祖父） - 永井柳太郎
- 京子（ダンサー） - 横山美代子
- 長谷部雄三（ボス） - 長弘
- 森（代貸） - 青木富夫
- 源田（乾分） - 柳瀬志郎
- 金公（〃） - 近江大介
- 町子（飲み屋の娘） - 堀恭子
- 大吉（町子の父） - 河上信夫
- 高林（飲み屋の客） - 坂井幸一郎
- 春さん／三杉刑事 - 三波春夫